# Clamato
Clamato é uma bebida típica da culinária da América do Norte. É preparada com sumo de tomate, caldo de amêijoa e especiarias. A marca com o mesmo nome foi criada em 1969, pela empresa Mott's.
A bebida pode ser consumida tal como é vendida, podendo também ser misturada como ingrediente de outras bebidas e usada como ingrediente culinário.
Atualmente, é vendida não só nos Estados Unidos, como também no Canadá, no México e nas Caraíbas, com sucesso assinalável. A ideia de misturar sumo de tomate com caldo de amêijoa terá inclusivamente surgido no Canadá, em 1969, pelas mãos de Water Chell, ao criar o coquetel Bloody Caesar. A ideia foi aperfeiçoada pela empresa californiana Mott's, que, no mesmo ano, lançou a marca Clamato. A nova bebida passou rapidamente a ser um ingrediente indispensável do Bloody Caesar.
Para além do sabor clássico, existem também as variantes Clamato Picante e Clamato Caesar.